# Coniocompsa silvestriana
Coniocompsa silvestriana is een insect uit de familie van de dwerggaasvliegen (Coniopterygidae), die tot de orde netvleugeligen (Neuroptera) behoort. 
De wetenschappelijke naam Coniocompsa silvestriana is voor het eerst geldig gepubliceerd door Enderlein in 1914.